# Blohm + Voss

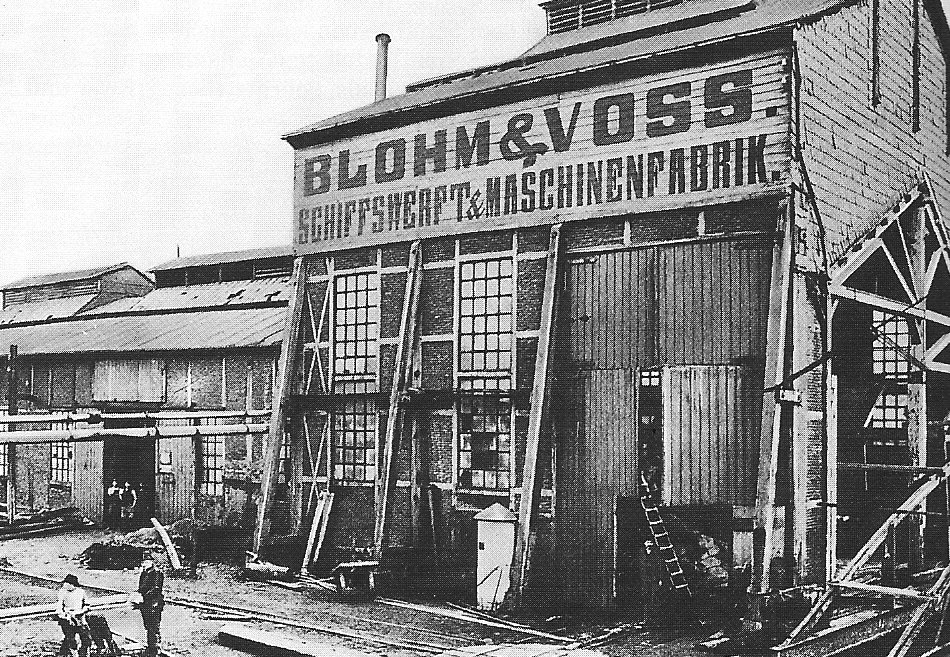
De werf in 1877.

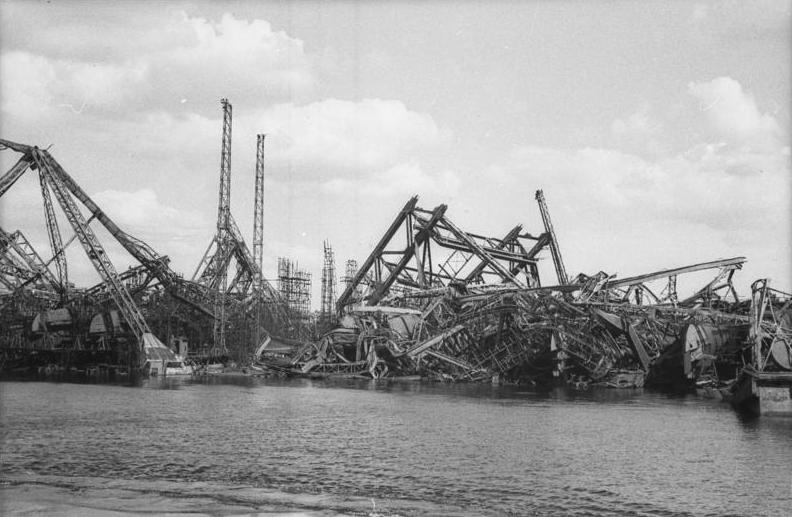
Schade na afloop van de Tweede Wereldoorlog.

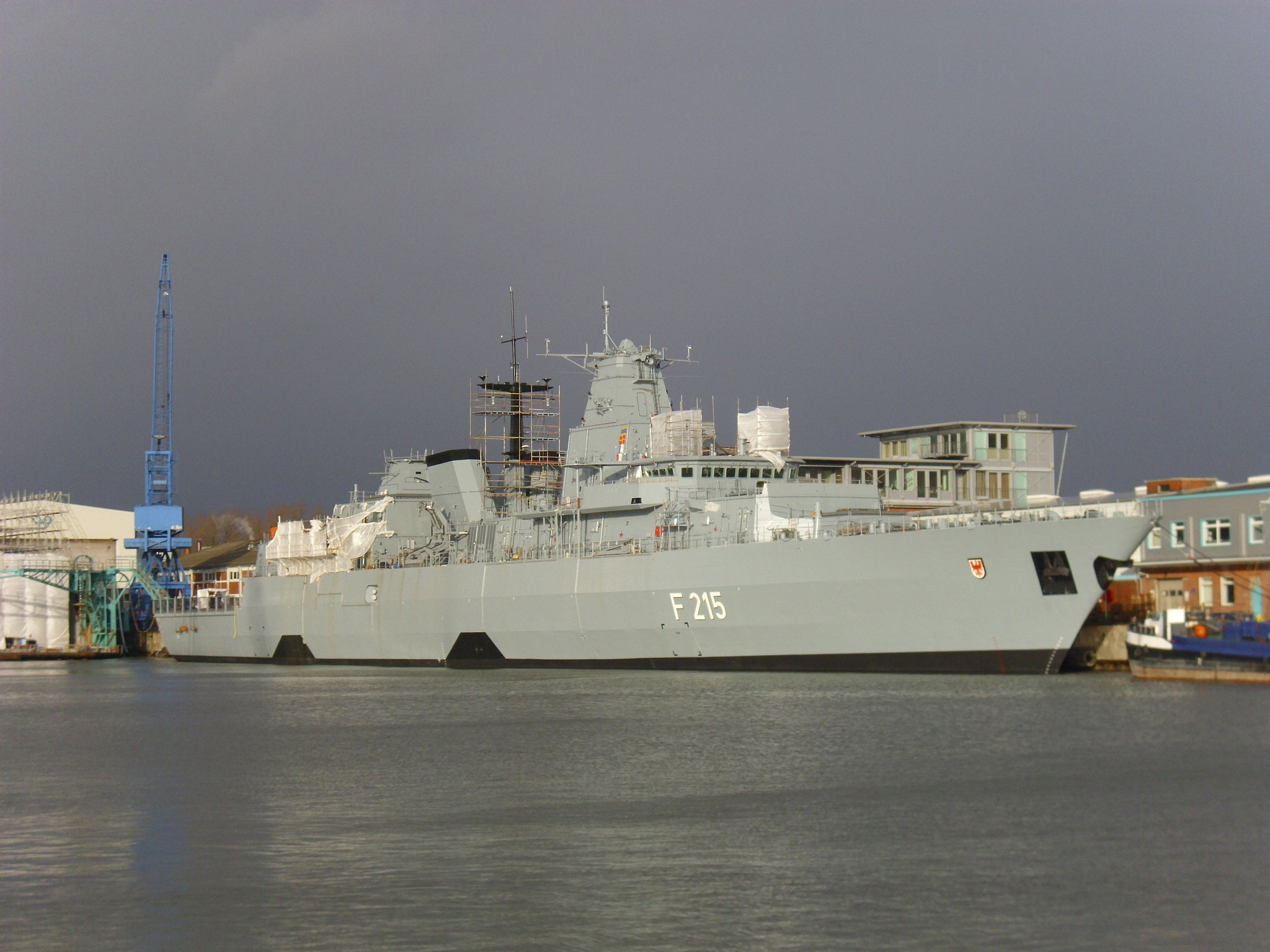
F215 Brandenbrug fregat

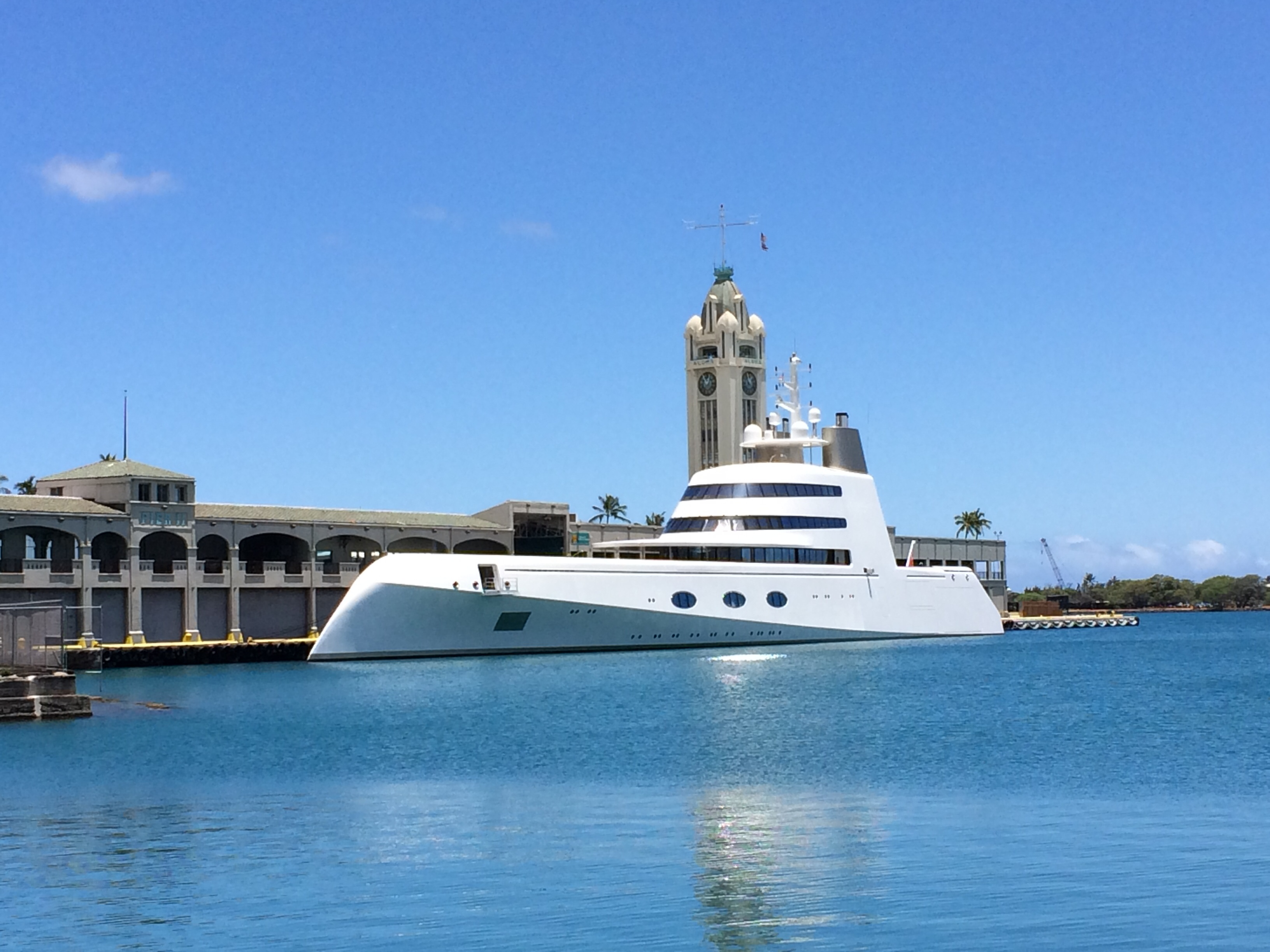
Het megajacht A

Blohm + Voss is een Duitse scheepswerf en machinefabriek in Hamburg. Tot 1965 werd de naam geschreven als Blohm & Voss. Het geheel was een onderdeel van ThyssenKrupp AG, maar in 2012 is het civiele deel afgesplitst en verkocht aan een Britse investeerder. In 2016 kwam dit deel in handen van de Duitse scheepsbouwer Lürssen. Blohm + Voss Naval, inmiddels omgedoopt tot Thyssenkrupp Marine Systems Hamburg, is een werf van marineschepen en maakt deel uit van ThyssenKrupp.

## Geschiedenis
Het bedrijf werd opgericht op 5 april 1877 door Hermann Blohm (1848-1930) en Ernst Voss als partnerschap onder de naam Blohm & Voss. Een scheepswerf werd gebouwd op het eiland Kuhwerder, nabij de Vrije Hanzestad Hamburg, met een grootte van 15.000 m², een waterkering van 250 meter en drie scheepshellingen, waarvan er twee geschikt waren voor schepen tot 100 meter lang. Het bedrijfslogo is een simpele donkerblauwe rechthoek met ronde hoeken, met daarin in witte letters "Blohm + Voss". Het bedrijf bouwde vele schepen, machines en andere installaties.
In 1930 overleed Hermann Blohm, zijn zonen Rudolf (1885-1979) en Walther Blohm hadden reeds tegen het einde van de Eerste Wereldoorlog de bedrijfsleiding in handen.
Opvolger Rudolf Blohm kwam in de jaren 1930 al openlijk uit voor de herbewapening van het land. Hij was een favoriet van Adolf Hitler en werd in het voorjaar van 1942 benoemd tot voorzitter van een nieuwe commissie voor de scheepsbouw. Zijn werf was toen al jaren druk met de bouw van duikboten, het maakte in totaal 201 exemplaren van de VII U-boot. Medio 1943 voldeed de VII U-boot niet meer en werd een opvolger gezocht, dit werd de XXIII-U-boot. Voor de bouw van dit type werd een nieuw bouwproces ingevoerd om de productietijd te verkorten en Otto Merker ging dit proces leiden. Rudolf Blohm wilde hieraan niet meewerken, hij weigerde zijn rol als voorzitter van de commissie op te geven en werd ontslagen door Albert Speer. De relatie verzuurde en in augustus 1944 kwam het zover dat Merker Rudolf Blohm van sabotage beschuldigde. Walther Blohm werd enige maanden later voor voor de krijgsraad gebracht en veroordeeld tot zes maanden hechtenis na een bomaanval op een vliegveld van het bedrijf waarbij zes vliegtuigen verloren gingen. Tegen het einde van het jaar 1944 werd Rudolf Blohm de zeggenschap van zijn werf ontnomen en stelde Speer een nieuwe bedrijfsleider aan.
Van juli 1944 tot april 1945 gebruikte Blohm & Voss geïnterneerden van het eigen naziconcentratiekamp bij de scheepswerf in Hamburg-Steinwerder. Het kamp was onderdeel van het concentratiekamp Neuengamme. Tussen 1939 en 1945 bouwde de werf 238 onderzeeboten en vanaf 1943 werden ook torpedoboten gemaakt.
Tussen 1930 en 1945 ontwierp en bouwde Blohm & Voss ook vliegtuigen voor gebruik door zowel Lufthansa als de Luftwaffe. Noemenswaardig zijn met name de grote vliegboten gebouwd door het bedrijf en de ingenieuze manieren van vliegtuigbouw, waaronder asymmetrische ontwerpen. Hoewel de luchtvaartafdeling in eerste instantie bekendstond als Hamburger Flugzeugbau en aldus de typeaanduiding "Ha" hadden, veranderde dit al snel in "BV".
Het complex werd tijdens de Tweede Wereldoorlog vrijwel geheel verwoest, vooral in het voorjaar van 1945 waren de scheepwerven doel van de Amerikaanse bommenwerpers. Na de oorlog lagen de werven in de Britse bezettingszone in Duitsland en de Britten gaven weinig ruimte voor de heropbouw van de werven. In 1951 lag alles nog stil terwijl andere werven al weer actief waren. Pas in 1953 werd beperkt ruimte gegeven aan commerciële activiteiten en dit werd verder verruimd in 1954. Het bedrijf ging weer oorlogsschepen maken voor zowel de Deutsche Marine als voor de export, alsook koopvaardijschepen en booreilanden voor vele andere klanten.
Sinds 1996 zijn de bedrijfsonderdelen ondergebracht in drie afzonderlijke vennootschappen: Blohm + Voss Shipyard GmbH voor de scheepsbouwactiviteiten, Blohm + Voss Repair GmbH voor de scheepsreparatie en Blohm + Voss Industrie GmbH voor de machinefabriek en installatiebouw. Deze vormen samen Blohm + Voss Shipyards & Services, dat sinds 2005 deel uitmaakt van ThyssenKrupp Marine Systems (TKMS), onderdeel van ThyssenKrupp AG.
Tot TKMS, die vanuit Hamburg wordt geleid, behoren ook de Kieler Howaldtswerke-Deutsche Werft (HDW) en de Nordseewerke in Emden. TKMS kwam tot stand met als doel de bouw van handelsschepen, jachten en marinevaartuigen bijeen te brengen en daarmee efficiënter te maken. Het zag er de eerste twee jaar naar uit dat dit zou lukken. Managementfouten in Hamburg en bij Nobiskrug, het oude HDW, in Rendsburg zorgden voor miljoenen verliezen. Dit had tot gevolg dat Nobiskrug in 2009 werd verkocht aan jachtenbouwer Abu Dhabi MAR.

### Splitsing concern
In 2012 werden de civiele scheepsbouwactiviteiten van Blohm + Voss verkocht aan de Engelse investeringsmaatschappij Star Capital Partners. Star Capital had niet de intentie lang eigenaar te blijven. In 2013 werden al twee kleinere onderdelen verkocht en in september 2016 werden Blohm + Voss Shipyard GmbH én Blohm + Voss Repair GmbH verkocht aan de Duitse scheepsbouwer Lürssen.
Blohm + Voss Naval is omgedoopt tot Thyssenkrupp Marine Systems Hamburg en maakt onderdeel uit van TKMS. Deze werf richt zich vooral op de bouw van grotere marineschepen zoals onderzeeboten en fregatten.

## Schepen en onderzeeboten
Noemenswaardige schepen gebouwd door Blohm + Voss zijn:
Windjammers:
- Petschili (1903), Pamir (1905), Passat (1911), Peking (1911), Pola (1916), Priwall (1917), en andere Flying P-Liners
- De driemast-barken en schoolschepen van de Gorch Fock klasse

Oceaanlijners en andere passagiersschepen:
- SS Europa
- Cap Arcona – gezonken met vele doden aan het einde van de Tweede Wereldoorlog
- Wilhelm Gustloff – 's werelds grootste maritieme ramp toen het schip zonk aan het einde van de Tweede Wereldoorlog
- M/V Explorer – momenteel[(sinds) wanneer?] in gebruik door Semester at Sea universiteit
- Prinzessin Victoria Luise – eerste schip gebouwd voor de Hamburg-America Line, exclusief voor cruises

Privéjachten:
- Savarona – gebouwd voor een Amerikaanse erfgename in 1931, later het Turkse presidentiële jacht en nu een charterjacht; nog altijd een van de grootste jachten ter wereld met 446 voet
- Enigma – een modern jacht
- Lady Moura – het tiende[(sinds) wanneer?] grootste privéjacht
- Eclipse – een jacht van Roman Abramovitsj
- A – een jacht ontworpen door Philippe Starck

Oorlogsschepen van de Eerste Wereldoorlog:
- SMS Glyndwr – licht watervliegtuigschip, omgebouwde koopvaarder
- SMS Scharnhorst – gepantserde kruiser
- SMS Seydlitz en SMS Derfflinger – twee slagkruisers die beiden zwaar beschadigd raakten in de Slag bij Jutland, maar bleven drijven en de opvarenden naar huis brachten

Oorlogsschepen van de Tweede Wereldoorlog:
- Admiral Hipper – een zware kruiser
- Bismarck – slagschip
- Vele onderzeeboten Type VII, Type XVII, Type XXI

Moderne oorlogsschepen:
- F209 Rheinland-Pfalz – een Bremen-klasse fregat
- F215 Brandenburg – het eerste Brandenburg-klasse fregat
- F219 Sachsen – het eerste Sachsen-klasse fregat
- 4 Almirante Brown-klasse torpedobootjager MEKO 360 voor Argentijnse marine
- Aradu (F89) MEKO 360 klasse torpedobootjager voor de Nigeriaanse Marine

## Vliegtuigen van Blohm und Voss
- Bv 40
- Bv 138
- Bv 141
- Bv 155
- Bv 222
- Bv 238

## Vliegtuigprojecten tot 1945
| - Bv P.111 - Bv P.144 - Bv P.163 - Bv P.170 - Bv P.178 - Bv P.179 - Bv P.184 - Bv P.188 - Bv P.192 - Bv P.193 - Bv P.194 - Bv P.196 - Bv P.197 - Bv P.198 | - Bv P.202 - Bv P.203 - Bv P.204 - Bv P.207 - Bv P.208 - Bv P.209 - Bv P.210 - Bv P.211 - Bv P.212 - Bv P.213 - Bv P.215 - Bv P.237 - Bv Ae 607 - Bv MGRP |